# Treponema denticola
Treponema denticola es una bacteria espiroqueta gramnegativa, obligatoria anaerobia, móvil y altamente proteolítica. Permanece en una comunidad microbiana compleja y diversa dentro de la cavidad oral y es altamente especializada para sobrevivir en este ambiente. T. denticola se asocia con la incidencia y severidad de la enfermedad periodontal humana. Tener elevados niveles de T. denticola en la boca se considera uno de los principales agentes etiológicos de la periodontitis. T. denticola está relacionada con el patógeno humano obligatorio causante de la sífilis, Treponema pallidum subsp. Pallidum También se ha aislado de mujeres con vaginosis bacteriana.